# La discoteca
La discoteca è un film del 1984, diretto da Mariano Laurenti.
Fa parte del più ampio ciclo di film commedia-sentimentale cui interprete principale è il cantautore napoletano Nino D'Angelo.

## Trama
Terminato il periodo estivo, Nino Maritozzi, un pizzaiolo di Positano, per necessità di lavoro emigra nel nord Italia, al Passo dello Stelvio, in alta montagna, presso l'albergo sciistico Thöni 3000, lasciando a casa la sua ragazza Maria, affidata all'amico Carlo, che invece ne tradirà l'amicizia, seducendola in sua assenza.
Nel frattempo, il giovane napoletano deve fare i conti sia col suo datore di lavoro, Ghitler, oltre che cedere quasi alle lusinghe di una italo-tedesca incontrata sul posto, la bella Romy, corteggiata però da un altro. L'ultima parte del film è ambientata nuovamente a Positano, dove gli equivoci si chiariranno, e Nino e Maria torneranno insieme.

## Colonna sonora
Nel film sono presenti le seguenti canzoni:
- È troppo tardi – Nino D'Angelo
- Canzona mia – Nino D'Angelo
- Pe' te conquista' – A. Casaburi / G. Bevilacqua / Nino D'Angelo
- Sotto 'e stelle – Nino D'Angelo
- Pronto si tu? – Nino D'Angelo
- Bimba – Nino D'Angelo

## Curiosità
- Nel ballo in discoteca Nino D'Angelo viene chiaramente controfigurato da una minuta ballerina bionda.[senza fonte]
- La musica che si sente nelle scene girate in discoteca è la base musicale sulla quale verranno poi arrangiate Popcorn e Patatine, canzone presente nel film omonimo, e Napoli, presente in Quel ragazzo della curva B.[1]
- Il film si chiama proprio come il brano e l'album di Nino D'Angelo 'A discoteca, entrambi usciti nel 1981, lo stesso anno in cui uscì il primo film del cantautore napoletano chiamato Celebrità, diretto non da Mariano Laurenti, ma da Ninì Grassia.

## Accoglienza

### Incassi
Il film si è classificato al 47º posto tra i primi 100 film di maggior incasso della stagione cinematografica italiana 1983-1984.